# Marsdenia incisa
Marsdenia incisa är en oleanderväxtart som beskrevs av Ping Tao Li och Y. H. Li. Marsdenia incisa ingår i släktet Marsdenia och familjen oleanderväxter. Inga underarter finns listade i Catalogue of Life.